# Ubaldo Evaristo Cibrián Fernández
Ubaldo Evaristo Cibrián Fernández CP (* 22. Dezember 1906 in Villanueva de Odra, Spanien; † 14. April 1965) war ein spanischer römisch-katholischer Ordensgeistlicher und Prälat von Corocoro.

## Leben
Ubaldo Evaristo Cibrián Fernández trat der Ordensgemeinschaft der Passionisten bei und empfing am 21. September 1929 die Priesterweihe.
Papst Pius XII. ernannte ihn am 7. März 1953 zum ersten Prälaten der bereits im Dezember 1949 errichteten Territorialprälatur Corocoro und Titularbischof von Bida. Der Apostolische Nuntius in Bolivien, Erzbischof Sergio Pignedoli, spendete ihm am 17. Mai desselben Jahres die Bischofsweihe. Mitkonsekratoren waren der Erzbischof von La Paz, Abel Isidoro Antezana y Rojas CMF, und Weihbischof Jorge Manrique Hurtado aus La Paz.
Er nahm an den ersten drei Sitzungsperioden des Zweiten Vatikanischen Konzils als Konzilsvater teil.